# Сосновые
Сосно́вые (лат. Pináceae) — семейство хвойных растений порядка Сосновые, или Хвойные (Pinales). К семейству относятся такие известные роды, как сосна, ель, кедр, лиственница, пихта, тсуга.

## Ботаническое описание
Вечнозелёные (исключение — листопадные лиственница и псевдолиственница) деревья, реже кустарники; смолистые и пахучие, однодомные.
Кора гладкая, чешуйчатая либо бороздчатая.
Боковые ветви хорошо развиты и схожи с длинными отростками, либо уменьшены до хорошо выраженных коротких отростков (лиственница, псевдолиственница, кедр), либо до карликовых отростков у сосен; веточки цилиндрической формы, иногда покрыты постоянной хвоей либо черенками хвои; промежуток между междоузлиями не превышает 1 см; почки хорошо различимы.
Корневая система волокнистая либо древесная, не адаптированная, как правило, с эктэндотрофной микоризой.
Листья (хвоя) простые, опадают по одному (пучками у сосен), по листорасположению очерёдные и спиральные, но иногда сплетённые в основании, так что выглядят одно- или двурядными (пучками); игловидные либо реже узколанцетные; бесчерешковые либо расположены на коротком черешке. Хвоинки вырастают либо по одной (спирально) на длинных отростках, либо пучками на коротких; молодые листья (если присутствуют) растут на длинных отростках. Листья имеют смоляные каналы. У большинства вечнозелёных родов хвоя живёт два — пять лет. Количество семядолей 2—15(24).
Почки покрыты плотно прилегающими друг к другу тонкими смолистыми чешуями. Генеративные почки образуют мужские колоски, или шишки (микростробилы) и женские шишечки (мегастробилы). Микростробилы обычно малозаметны, располагаются на концах побегов, красные или жёлтые, их микроспорофиллы мелкие, несут на нижней стороне по два микроспорангия, содержащих пыльцу. Мегастробилы собраны в сложные шишки, которые имеют ось с сидящими на ней многочисленными парами чешуй: кроющей и расположенной в её пазухе семенной. Женские шишки созревают ежегодно (у рода Сосна — раз в два — три года), затем либо опадают, либо ещё долго остаются на дереве; у некоторых видов сосен не раскрываются при созревании.
Чешуи шишек накладываются друг на друга, прицветники отсутствуют почти по всей длине шишки; расположены спирально.
Семена по два на каждую чешуйку, имеют удлинённое крыло (у некоторых видов сосен крыло короткое либо рудиментарное); кожура отсутствует.
Кариотип большинства сосновых соответствует диплоидному набору хромосом (2n=24), у некоторых наиболее широко культивируемых и тщательно исследованных видов елей, сосен и лиственниц наряду с диплоидами известны также тетраплоиды и миксоплоиды.

## Распространение
Распространены преимущественно в умеренном и субтропическом поясах Северного полушария. Ареалы ряда представителей семейства охватывают также субарктический и тропический пояса.

## Хозяйственное значение и применение
Растения семейства содержат смолы, стерины, эфирные масла и дубильные вещества, витамины, жирные масла, находящие широкое применение. Они являются основным источником сырья для лесохимической и целлюлозно-бумажной промышленности, а также широко используются в лакокрасочной, медицинской, кожевенной, текстильной и пищевой промышленности.

## Классификация
По данным The Plant List, семейство насчитывает 11 родов и 255 видов:
- Abies Mill. — Пихта
- Cathaya Chun et Kuang — Катайя
- Cedrus Trew — Кедр
- Keteleeria Carrière — Кетелеерия
- Larix Mill. — Лиственница
- Nothotsuga Hu ex C.N.Page — Нототсуга
- Picea A.Dietr. — Ель
- Pinus L. — Сосна
- Pseudolarix (J.Nelson) Rehder — Псевдолиственница
- Pseudotsuga Carrière — Псевдотсуга
- Tsuga (Endl.) Carrière — Тсуга

В некоторых источниках вид сосны Pinus krempfii Lecomte выделяют в монотипный род Дюкампопинус (Ducampopinus A.Chev.) под названием Ducampopinus krempfii (Lecomte) A.Chev., обычно таксон Дюкампопинус рассматривают в ранге подрода сосны Pinus subg. Ducampopinus (A.Chev.) A.E.Murray